# Toby Beau
Toby Beau ist eine US-amerikanische Folk- und Country-Band.

## Werdegang
Bandleader Balde Silva gründete 1978 mit den Gitarristen Daniel McKenna, Art Mendoza, dem Bassisten Steve Zipper und Schlagzeuger Rob Young die Band. Im gleichen Jahr hatte sie auf ihrem selbstbetitelten Debütalbum, das von Sean Delaney produziert worden war, mit dem Song My Angel Baby einen Hit. Während der Arbeiten am zweiten Album More Than A Love Song verließ McKenna die Band. Laut Polizeiangaben erschoss sich McKenna am 26. April 2006 in seinem Haus in McAllen, Texas.

## Diskografie

### Studioalben
| Jahr | Titel     | Höchstplatzierung, Gesamtwochen, AuszeichnungChartsChartplatzierungen (Jahr, Titel, Platzierungen, Wochen, Auszeichnungen, Anmerkungen) | Anmerkungen                |
| Jahr | Titel     | US | Anmerkungen                |
| ---- | --------- | --- | -------------------------- |
| 1978 | Toby Beau | US40 (23 Wo.)US | Erstveröffentlichung: 1978 |

Weitere Veröffentlichungen
- 1979: More Than A Love Song
- 1980: If You Believe
- 1999: My Angel Baby: The Very Best of

### Singles
| Jahr | Titel Album                                        | Höchstplatzierung, Gesamtwochen, AuszeichnungChartsChartplatzierungen (Jahr, Titel, Album, Platzierungen, Wochen, Auszeichnungen, Anmerkungen) | Anmerkungen                     |
| Jahr | Titel Album                                        | US | Anmerkungen                     |
| ---- | -------------------------------------------------- | --- | ------------------------------- |
| 1978 | My Angel Baby Toby Beau                            | US13 (17 Wo.)US | Erstveröffentlichung: Mai 1978  |
| 1979 | Then You Can Tell Me Goodbye More Than A Love Song | US57 (9 Wo.)US | Erstveröffentlichung: Juli 1979 |
| 1980 | If I Were You If You Believe                       | US70 (4 Wo.)US | Erstveröffentlichung: Juni 1980 |